# Узловая (особая экономическая зона)
Особая экономическая зона промышленного производственного типа «Узловая» (ОЭЗ ППТ «Узловая») создана в апреле 2016 года в соответствии с постановлением Правительства РФ на территории Узловского района Тульской области, в непосредственной близости от индустриального парка «Узловая».
Специализацию ОЭЗ ППТ «Узловая» определяют инвестиционные проекты в сфере машиностроения, металлообработки, логистики, АПК, строительных материалов.
Цель создания особой экономической зоны промышленно-производственного типа — содействие развитию экономики Тульской области и формирование благоприятных условий для реализации российскими и иностранными компаниями инвестиционных проектов в области промышленного производства, а также создание дополнительных рабочих мест.

## Характеристика
ОЭЗ ППТ «Узловая» находится на пересечении федеральной автомагистрали М4 E 115 «Дон» и автомобильной дороги Р140 Тула — Новомосковск между двумя крупнейшими промышленными центрами региона — Тулой и Новомосковском. Вблизи ОЭЗ ППТ «Узловая» проходит южная ветка Павелецкого направления Московской железной дороги.
Площадь ОЭЗ ППТ «Узловая» составляет 471 га.
В период до 2018 года за счет средств бюджета Тульской области будет завершено создание объектов инженерной, транспортной, социальной и иной инфраструктуры ОЭЗ ППТ «Узловая». Объём водоснабжения составит более 13 тысяч м³/сутки. Объём газоснабжения — 180 млн м³/год. Мощность электроснабжения — более 100 МВт.
В особой экономической зоне налог на прибыль составляет 2 % в первые 5 лет, 7 % в период 6-10 лет и 15,5 % после 10 лет функционирования предприятия. На протяжении 10 лет не будет взиматься налог на имущество и транспортный сбор, в течение 5 лет — налог на землю.

### Индустриальный парк
Индустриальный парк «Узловая» является предшественником ОЭЗ.
Первым якорным резидентом на промышленной площадке стал китайский автоконцерн Great Wall Motors, к которому позже присоединились и другие компании — ГК «Кволити» (производство товаров бытовой химии), ООО «НаноПолимерАрм» (выпуск запорной арматуры с применением полимерных композитов), ООО «Городской Коммунальный Сервис» (обеспечение водоснабжением резидентов парка), ООО «Хавейл Моторс Мануфэкчурин Рус» (автомобильное производство).
Основное отличие от ОЭЗ: льготы для резидентов индустриального парка предоставляет регион, а в ОЭЗ, помимо региональных, действуют федеральные преференции. Так, для инвесторов индустриального парка до 2022 года установлена пониженная ставка налога на прибыль — 15,5 %. Налог на имущество составляет 0 % на срок 10 лет.
По состоянию на 1 января 2023 года резидентами ОЭЗ ППТ «Узловая» является 23 компании, которые заключили соглашения об инвестировании более 60 млрд рублей и создании до 4000 новых рабочих мест. 4 компании уже запустили свои производства, объём инвестиций по которым составил более 8,5 млрд рублей, создано более 1100 рабочих мест (ООО «АгроГриб» (6,2 млрд рублей, до 900 рабочих мест), ООО «Энгельспецтрубмаш» (1,63 млрд, до 60 рабочих мест), ООО «Арнест МеталлПак» (0,58 млрд рублей, до 130 рабочих мест), ООО «Тензограф» (0,35 млрд рублей, до 70 рабочих мест). Проекты компаний направлены на политику импортозамещения, а также на развитие инновационных производств.

## Управляющая компания
Функции управляющей компании выполняет акционерное общество «Региональная корпорация развития и поддержки Тульской области». Она отвечает как за выбор размещаемых резидентов (включающий анализ бизнес-плана, производительности труда, востребованности продукции на рынке, совместимости с соседними производствами, и учитывать высокую энергоэффективность и низкий уровень выбросов в окружающую среду), так и решение вопросов в процессе реализации проектов – от подключений до бытовых аспектов.

## Показатели эффективности
Согласно отчету Министерства экономического развития РФ о работе особых экономических зон за 2019 год, ОЭЗ «Узловая» получила 100% по сводному показателю эффективности. Он включает оценку экспертов по объему инвестиций, количеству привлеченных инвесторов, числу созданных рабочих мест, выручке резидентов, объему федеральных и региональных средств, вложенных в инфраструктуру, сумме налоговых отчислений и таможенных платежей.
На 2020 год, в «Узловой» зарегистрировано 14 компаний-резидентов, 3 функционирующих завода, создано 1120 рабочих мест. Объем инвестиций, осуществленных резидентами на территории ОЭЗ, равен 7,5 млрд рублей. ОЭЗ ППТ «Узловая» входит в пятерку сильнейших особых экономических зон промышленно-производственного типа по инвестиционной активности резидентов, информационной открытости и занимает третье место по среднегодовому количеству привлеченных резидентов (3-4 резидента ежегодно).